# Rodrigo Sorogoyen
Rodrigo Sorogoyen del Amo (Madrid, 16 september 1981) is een Spaans filmregisseur.

## Filmografie

### Film
| Jaar | Film                 |
| ---- | -------------------- |
| 2008 | 8 citas              |
| 2013 | Stockholm            |
| 2016 | Que Dios nos perdone |
| 2017 | Madre                |
| 2018 | El reino             |
| 2019 | Madre                |
| 2022 | As bestas            |

- Biblioteca Nacional de España: XX1758011
- Bibliothèque nationale de France: cb177143606 (data)
- Catàleg d'autoritats de noms i títols de Catalunya: 981058611182006706
- CiNii: DA19470236
- Gemeinsame Normdatei: 1208029851
- International Standard Name Identifier: 0000 0004 3460 2210
- Library of Congress Control Number: no2014067939
- Nederlandse Thesaurus van Auteursnamen: 420543236
- Réseau des bibliothèques de Suisse occidentale: 02-A027346529
- Istituto Centrale per il Catalogo Unico: UBOV447614
- Système universitaire de documentation: 179338196
- Virtual International Authority File: 308763120
- WorldCat: E39PBJckKfCKBtvR9yQPc8xv73